# Danuta Guzal
Danuta Jolanta Guzal-Dec (ur. 18 lutego 1978) – polska ekonomistka, doktor habilitowana, wykładowczyni Państwowej Szkole Wyższej im. Papieża Jana Pawła II w Białej Podlaskiej.

## Życiorys
Jako uczennica stypendystka Krajowego Funduszu na rzecz Dzieci. Ukończyła studia na Wydziale Ekonomicznym Uniwersytetu Marii Curie-Skłodowskiej w Lublinie (2002, praca magisterska: Rola Lublina w układzie osadniczym kraju i regionu) oraz podyplomowe studia pedagogiczne tamże (2002). W 2008 doktoryzowała się z ekonomii na podstawie pracy Konkurencyjność jednostek terytorialnych na przykładzie gmin wiejskich województwa lubelskiego (promotor: Mieczysław Adamowicz). W 2017 habilitowała się na podstawie opracowania Samorząd gminy w kreowaniu zrównoważonego rozwoju obszarów przyrodniczo cennych województwa lubelskiego.
Od 2003 wykłada w Państwowej Szkole Wyższej im. Papieża Jana Pawła II w Białej Podlaskiej; początkowo jako asystentka, zaś od 2008 jako starsza wykładowczyni. Obecnie kieruje tam Zakładem Ekonomii. Dziekan Wydziału Nauk Ekonomicznych.

## Wybrane publikacje
- Konkurencyjność jednostek terytorialnych na przykładzie gmin wiejskich województwa lubelskiego, Biała Podlaska, 2009.
- Samorząd gminny w kreowaniu zrównoważonego rozwoju obszarów przyrodniczo cennych województwa lubelskiego, Biała Podlaska, 2015.
- Ekologiczne uwarunkowania i czynniki rozwoju funkcji gospodarczych na obszarach przyrodniczo cennych województwa lubelskiego, Biała Podlaska, 2015 [wraz z Agnieszką Siedlecką, Magdaleną Zwolińską-Ligaj].